# 김성은 (가수)
김성은은(1980년 2월 2일 ~ ) 대한민국의 가수다. AG성은이라는 이름으로도 잘 알려져 있다. 2016년부터는 써니와 함께 여성 듀오 쥬크박스로 활동 중이다.

## 출연 작품

### 텔레비전 프로그램
- 《PRODUCE 101》 (2016) - 보컬 트레이너